# Voodoo hits me
Voodoo hits me is een single van Jack Jersey uit 1983. Op de B-kant staat het nummer Keep it in the middle dat twee singles eerder ook al als extra versie werd toegevoegd, namelijk op 63784.
Beide nummers van de single werden geschreven en geproduceerd door Peter Koelewijn. Anders dan eerder werk van Jersey dat op de stijl van Elvis Presley lijkt, is Voodoo hits me hardrock. Het arrangement op de single is van Hans Hollestelle.

## Achtergrond
Koelewijn schreef deze tekst op basis van zijn eigen kennis van Jack de Nijs (Jersey), met wie hij in deze tijd geregeld omging. Tijdens een bezoek aan Hamburg vertelde De Nijs hem niet naar bed te durven, omdat hij bang was voor voodoo. In een ander gesprek vertelde hij controle te kunnen uitoefenen op bovenaardse zaken. Om dit te bewijzen, reikte hij een Billboard aan en vroeg van een bepaalde pagina een zin te kiezen en te onthouden. Ondertussen verliet hij de kamer en wist hij bij terugkomst de zin te noemen die Koelewijn in zijn hoofd had.